# 平壌産院
平壌産院（ピョンヤンさんいん）は朝鮮民主主義人民共和国（北朝鮮）の平壌市にある女性向けの病院。

## 概要
金日成の構想を金正日が実現させる形で、1980年3月30日に創立された。翌3月31日には金日成自身が視察に訪れ、様々な「指導」を行った。
平壌産院は、北朝鮮で最大規模の女性のための統合的な病院として、産科をはじめ婦人科、内科、泌尿器科、歯科、救急蘇生科、眼科、耳鼻咽喉科などを有する。産婦人科分野の治療、予防、研究、臨床教育等を目的とする。13階建ての1号棟を筆頭に、製薬基地を含む計6棟で構成され、建築面積は1万㎡以上、延べ建坪は6万㎡以上である。
2012年、平壌産院乳腺腫瘍研究所が設置された。
2010～20年代当時には毎日400名以上の女性が外来受診し、年間では1万5000名の妊婦が「助産サービス」を受けているとされる。